# Bakersfield Jam 2015-2016
La stagione 2015-16 dei Bakersfield Jam fu la 10ª nella NBA D-League per la franchigia.
I Bakersfield Jam arrivarono terzi nella Pacific Division con un record di 22-28, non qualificandosi per i play-off.

## Roster
| N° | Naz.                   | Ruolo | Sportivo        | Anno | Alt. | Peso |
| -- | ---------------------- | ----- | --------------- | ---- | ---- | ---- |
| 1  | Stati Uniti (bandiera) | G     | Xavier Silas    | 1988 | 196  | 90   |
| 4  | Stati Uniti (bandiera) | G     | Deonte Burton   | 1991 | 185  | 86   |
| 5  | Stati Uniti (bandiera) | G     | Xavier Munford  | 1992 | 188  | 82   |
| 7  | Stati Uniti (bandiera) | A     | Renaldo Major   | 1982 | 201  | 95   |
| 9  | Stati Uniti (bandiera) | G     | Askia Booker    | 1993 | 188  | 79   |
| 13 | Stati Uniti (bandiera) | G     | Jordan Downing  | 1992 | 196  | 93   |
| 15 | Stati Uniti (bandiera) | GA    | LaQuentin Miles | 1991 | 196  | 86   |
| 20 | Stati Uniti (bandiera) | GA    | Branden Dawson  | 1993 | 201  | 102  |
| 21 | Stati Uniti (bandiera) | A     | Cory Jefferson  | 1990 | 206  | 99   |
| 21 | Stati Uniti (bandiera) | G     | C.J. Wilcox     | 1990 | 196  | 88   |
| 22 | Stati Uniti (bandiera) | AC    | Derek Cooke     | 1991 | 206  | 100  |
| 23 | Stati Uniti (bandiera) | G     | Terrico White   | 1990 | 196  | 98   |
| 24 | Stati Uniti (bandiera) | C     | Sam Coleman     | 1987 | 208  | 100  |
| 24 | Sudan (bandiera)       | AC    | Mac Koshwal     | 1987 | 208  | 109  |
| 24 | Stati Uniti (bandiera) | A     | Joel Wright     | 1990 | 201  | 102  |
| 30 | Stati Uniti (bandiera) | A     | Kyle Casey      | 1989 | 201  | 102  |
| 32 | Stati Uniti (bandiera) | A     | Earl Clark      | 1988 | 208  | 106  |
| 32 | Capo Verde (bandiera)  | C     | Walter Tavares  | 1992 | 221  | 120  |
| 33 | Panama (bandiera)      | A     | Javier Carter   | 1991 | 203  | 102  |

## Staff tecnico
- Allenatore: Chris Jent
- Vice-allenatori: Ira Newble, Tyrone Ellis, Tyler Gatlin
- Preparatori atletici: Jonathan Mak, Gordon Pang